# Fallo (Italia)
Fallo (Fàlle in abruzzese) è un comune italiano di 122 abitanti della provincia di Chieti in Abruzzo. Inoltre appartiene alla Comunità montana Medio Sangro.

## Storia
Le origini sono ignote, ma alcuni vogliono il paese esistente già nell'anno 1000. La prima notizia storica è attestata da alcuni documenti duecenteschi dell'archivio vescovile di Chieti come Faldus, quando fu oggetto di periodiche visite da parte del vescovo teatino. Un'ulteriore notizia attendibile va ricercata durante la dominazione angioina ed aragonese, quando le lotte per il predominio sul Regno di Napoli coinvolsero gli abitanti di tutto il regno. Nel 1304, il re Carlo II d'Angiò, detto "lo zoppo", riceveva come dono dalla famiglia Caldora i feudi di Pietraferrazzana, Villa Santa Maria, Fallo e Civitaluparella. Il 17 maggio 1391, il re Ladislao diede a Lanciano, insieme a varie esenzioni ficcali, il castello di Fallo insieme ad altri castelli vicini. Il 17 maggio 1467, i feudi dei Caldora, tra cui Fallo, vennero posti in vendita. Nel 1583, il feudo di Fallo, insieme a Civitaluparella passò a Giulio Cesare Rossillo, il quale, nel 1590, lo vendette a Giuseppe Mellucci per 18000 ducati. Fino all'eversione dei feudi, Fallo subì diverse angherie e soprusi dai vari signori. Da un documento di Giuseppe Bonaparte, datato 19 gennaio 1807, Fallo viene menzionato come dipendenza di Villa Santa Maria. Susseguentemente, con l'Unità d'Italia, fece parte del circondario di Lanciano e della provincia dell'Abruzzo Citeriore. Tale situazione rimase fino al 1927, quando il comune fu soppresso ed aggregato a quello di Civitaluparella. A seguito di un referendum svoltosi nel 1963 con D.P.R. n*117 del 06/02/1964 Fallo torna ad essere comune autonomo staccandosi da Civitaluparella. Il 09/04/1964 il Comune di Civitaluparella cede il suo territorio al nuovo Comune di Fallo, appena costituito.

## Monumenti e luoghi d'interesse

### Architetture religiose
- Parrocchiale di San Giovanni Battista: costituita da una sola navata. A causa della distruzione della chiesa originaria, l'origine della parrocchiale è ignota, anche se su una pietra ora scomparsa, situata presso il portale, recava la data del 1715. Nel 1933, la chiesa fu restaurata a causa di un terremoto. Il campanile, durante il restauro, venne riadattato secondo i lavori della chiesa. All'interno sono presenti numerosi affreschi, anche sul soffitto, di cui alcuni del pittore romano Cesare Napoleoni, su commissione di Don Giulio Zuffardi (realizzati tra il 1938-1939). Il quadro presso l'altare principale rappresenta la Madonna in trono con Bambino tra san Giovanni Battista e san Nicola.Il dipinto porta impresso lo stemma dei Busdraghi. Famiglia a cui apparteneva Cesare Busdrago arcivescovo di Chieti. Lungo la navata si trovano 4 altari laterali oltre al principale, nonché la presenza di alcune statue raffiguranti santi di particolare interesse la settecentesca statua del santo patrono San Vincenzo Ferreri di manifattura napoletana. Sulla 2ª e 3ª campana si possono leggere delle iscrizioni degne di nota. Su una di queste c’è una scritta che dice “ Il popolo di Fallo festante per la riconquista dell’autonomia civica offre questa campana alla chiesa parrocchiale a perenne ricordo A.D. 1963. [8][9].
- Chiesa della Madonna del Soccorso: è situata in largo Santa Maria e sovrastata da una campanile a base quadrata, dove si trova un orologio del 1922. Fino al 1935 circa, l'interno non constava né di altare, né di balaustra, né di pavimento, né tantomeno di intonaco. A tutt'oggi, invece, risulta tutto realizzato in marmo. Fuori, nei pressi della porta, vi è un'iscrizione datata 1871.[8] Dopo i lavori di rifacimento del tetto, la facciata è stata riportata con le pietre a vista. Un cornicione cinge tutt'intorno l'esterno della chiesa. Il portale principale è architravato.[10][11].

### Architetture civili
- Palazzo De Lollis: casa Natale di Tito Alceste De Lollis, sito in via Santa Maria.
- Borgo Valle Vecchia e Borgo Pietra Antica: sono due gruppi di abitazioni rurali, perlopiù abbandonate, risalenti al XIX secolo e rimaneggiate secondo le varie esigenze. Gli edifici abbandonati sono fatiscenti[12]. In alcuni casi, le abitazioni sono state costruite su delle altre preesistenti, risalenti al XII secolo[13]. Molte mancano di infissi[12]. Il Borgo Valle Vecchia è sito su di uno slargo della omonima via[12], mentre il Borgo Pietra Antica in Via Valle Antica[13]. Al piano terra corrispondono le cantine e le stalle. I piani superiori sono serviti da scale esterne su volte a botte o archi rampanti[12][13]. Gli edifici sono realizzati in pietra e ciottoli lavorati[12][13].
- Fonte Murata: si tratta di una fonte interamente costruita in pietra squadrata, situata in località di Fallo. La costruzione è datata attorno al XVII secolo. La parte centrale è costituita da una vasca servita da tre cannelle. Lateralmente, vi sono due abbeveratoi, collegati alla vasca principale da volute[10][14].

## Società

### Evoluzione demografica
Abitanti censiti

 Il paese ha subito un calo demografico  ormai da decenni così come avviene per molti altri piccoli paesi di montagna. In estate molti emigrati ritornano nel loro paese natio in occasione soprattutto della festa del santo patrono San Vincenzo Ferreri e della Madonna del Perpetuo Soccorso.

## Amministrazione
| Periodo          | Periodo          | Primo cittadino                   | Partito                         | Carica                  | Note          |
| ---------------- | ---------------- | --------------------------------- | ------------------------------- | ----------------------- | ------------- |
| 23 aprile 1995   | 15 luglio 1997   | Luigi Sandro Mantelli             | lista civica di centro-destra   | Sindaco                 | [ 16 ]        |
| 16 luglio 1997   | 29 novembre 1998 | Giovanni Giove                    |                                 | Commissario prefettizio | [ 17 ] [ 18 ] |
| 30 novembre 1998 | 26 maggio 2003   | Alfredo Pierpaolo Salerno         | lista civica di centro-destra   | Sindaco                 | [ 19 ]        |
| 27 maggio 2003   | 26 maggio 2013   | Carmine Salerno                   | lista civica Insieme per Fallo  | Sindaco                 | [ 20 ] [ 21 ] |
| 27 maggio 2013   | 10 giugno 2018   | Alfredo Pierpaolo Salerno         | lista civica Allora Fallo       | Sindaco                 | [ 22 ]        |
| 10 giugno 2018   | 6 dicembre 2021  | Alfredo Pierpaolo Salerno         | lista civica Fallo in movimento | Sindaco                 | [ 24 ]        |
| 6 dicembre 2021  | 12 giugno 2022   | Gianluca Antonio Marco Castracane | lista civica Fallo in movimento | Vicesindaco reggente    | [ 25 ]        |
| 12 giugno 2022   | in carica        | Gianluca Antonio Marco Castracane | lista civica Fallo bene comune  | Sindaco                 | [ 26 ]        |